# Anicia Faltonia Proba
Anicia Faltonia Proba (muerta en África en 432) fue una noble romana de la gens Anicia. 

## Biografía
Su padre fue Quinto Clodio Hermogeniano Olibrio (cónsul en 379) y la famosa poeta Faltonia Betitia Proba era su pariente. Se casó con Sexto Petronio Probo (cónsul en 371) y tuvo tres hijos: Flavio Anicio Hermogeniano Olibrio y Flavio Anicio Probino, cónsules conjuntos en 395, y Flavio Anicio Petronio Probo cónsul en 406, y una hija, Anicia Proba. Su hijo Olibrio se casó con Anicia Juliana, y Demetria era su nieta. Estaba relacionada con las familias aristocráticas de los Petronia, Olibria y Anicia; en dos inscripciones que datan del 395 se la describe como hija, esposa y madre de cónsules.
En 395 ya era viuda. Siendo cristiana, estuvo en contacto con varios miembros de los círculos culturales de su época, entre los que se encontraban Agustín de Hipona y Juan Crisóstomo a favor de quienes actuó.
Estuvo en Roma durante el saqueo de la ciudad en 410; según Procopio de Cesarea, abrió las puertas de la ciudad para aliviar los sufrimientos de la gente sitiada, pero los historiadores han sugerido que esta anécdota fue forjada por sus enemigos. Luego huyó a la provincia de África con su nuera Anicia Juliana y su nieta Demetria, pero allí fue abusada por Heracliano, quien las encarceló y liberó solo después de recibir una gran suma.
Heredó varias posesiones en Asia, y las vendió para dar el dinero a la Iglesia y los pobres. Murió en África en 432; se sabe que su marido había sido enterrado en la antigua basílica de San Pedro en una tumba donde también iba a ser enterrada Proba.
Como varias otras mujeres de su familia, Proba tenía una buena educación. Su abuela, Faltonia Betitia Proba, era poeta y su nieta Demetrias fue amiga de Jerónimo, quien la describe como bien educada.